# سلام (مستحاثة)
سلام (بالإنجليزية: Selam)‏ هو أحفور یرجع لطفلة إنسان قردي سموها المکتشفین بسلام، کانت لها اذرع طویلة مثل القردة وترجع الی 3,3 ملیون سنة. بقایا جسم هذا الاحفور (طفلة) ترجع الی 3.3 ملیون سنة قبل الآن وهذه البقایا احتفظت بشکلها الاصلي بشکل جید. تم العثور علیها في الأراضي الاثیوبیة. الطفلة کانت تمشي علی الرجلین ولکنها کانت ایضا تجید تسلق الاشجار. اندهش علماء الاحاثة لهذا الاکتشاف لان هذا الصنف من الاحافیر نادر جدا.

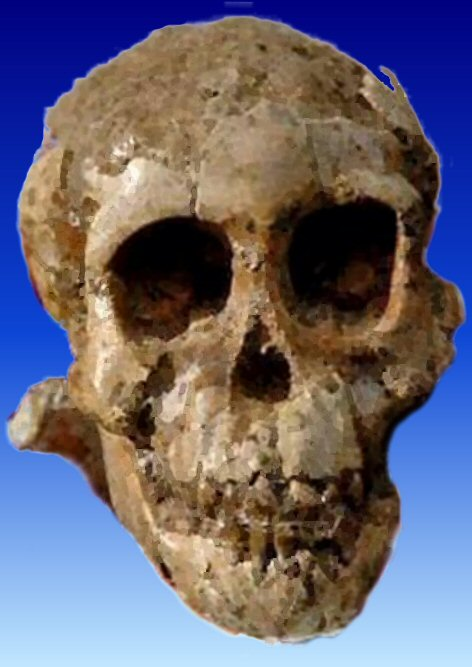
جمجمة سلام

البقایا ترجع لطفلة کانت عمرها 3 سنوات تقریبا، هذا ما توصل الیه الباحثون زیرسناي الیمسیجید Zeresenay Alemseged وزملائه في الفریق وتمکنوا من تقدیر عمرها بواسطة مقارنة اسنانها مع اسنان شامبانزي یافع بواسطة الفحص – سي تي CT-Scans، کانت أغلب اسنانها دائمیة مع بعض الاسنان اللبنیة. سلام کانت تعیش قبل ما یقرب من 3,3 ملیون سنة وهي تعود الی صنف اوسترالوپیتیکس افرینسس Australopithecus Afarensis وهو نفس الصنف للاحفور لوسي المشهور الذي تم اکتشافه في سنة 1974 في منطقة لیست ببعیدة عن مکان تواجد بقایا سلام.
من الصعب معرفة کون البقایا ترجع لانثی أو لذکر لکن الاعلام یرید دائما اسما وتحدیدا للجنس لذلك تم اعتبارها افتراضا انها بنت وسموها سلام، لکن في المنشورات العلمیة لا یتم ذکر جنسها (لان هناك شکوك حول جنسها) ویسمی الاحفور علمیا بدیك-1-1 DIK-1-1 مشیرا الی منطقة دیكیکا في اثیوبیا. وسلام لیست بأبنة لوسي لان سلام کانت تسبق لوسي بمئة الف سنة. هذا الإنسان القردي الصغیر ماتت ربما بسبب الفیضان وتعلقت بسببها تحت الرمال والوحل فماتت وتحجرت جزء لا بأس بها وجمجمتها ما زالت تحتفظ بشکلها الاصلي مما سهل العلماء من دراستها بدقة. وخلال المؤتمر الصحفي للفریق المکتشف قال العلماء بان هذا الاکتشاف هو الأهم في تأریخ علم الاحاثة Paleoantropology في سنة 2000 اکتشف ممثل وزارة الثقافة والسیاحة الاثیوبیة کتلة من الحجر الرملي وفي داخلها بقایا الاحفور سلام ومن ضمنها جمجمتها الکاملة. وبعد ذلك بثلاث سنوات قام فریق زیرسناي Zeresnay بفحص دقیق جدا للمکان الذي عثر فیه علی المتحجرة فعثروا علی بقایا اخری للهیکل العظمي لسلام. تحلیل الاجزاء المکتشفة ما زال مستمرا علی قدم وساق ولکن العمل المنجز حتی الآن کاف لکي یتم الإعلان عنه للصحافة والعالم هذا ما قاله الفریق الباحث وقد تم نشر اکتشافهم في مجلة الطبیعة Nature.
قام العالم زیرسناي بواسطة أجهزة متطورة من استخراج بقایا (العظام) سلام من کتلة الحجر واستغرقت العملیة تقریبا 5 سنوات في معهد ماکس بلانك Max Planck Institute في لایپزغ Leipzig العملیة ما زالت مستمرة کذلك بعد آلاف ساعات العمل لکن الجزء الاکبر من الجمجمة منتهي العمل منها. حجم الدماغ کان یجب ان یکون حوالي 330 ملیلترا وهذا الحجم متساوي مع حجم دماغ الشمبانزي في نفس العمر وهذا یساوي 90% من حجم الدماغ للشمبانزي البالغ. لکن الاحفور سلام علی نقیض من ذلك کانت تمتلك دماغا حجمه یقارب 63 الی 88 % من إنسان قردي بالغ من صنف اوسترالوپیتیکس افرینسس Australopithecus Afarensis فنجد ان سرعة نمو الدماغ تتشابه جدا مع سرعة نمو دماغ الإنسان (هومو سابیان).
هناك صفات کثیرة للإنسان القردي قبل أن تتطور لاحقا، فعظام الاقدام والارجل لسلام تبین بانها کانت تستطیع المشي علی الرجلین، ولکن سلام کانت تجید تسلق الاشجار بفضل لوحي الکتفین الذین یشبهان لوحي غوریلا واصابع طویلة معقوفة. وایضا قنوات الاذن الداخلیة حیث توجد عضو المسؤول عن التوازن تشابه مثیلاتها في الشامبانزي بشکل اکثر من الإنسان.
عظمة اللسان لسلام محفوظة بشکل جید علی الرغم من هشاشتها التي قد تبلی بسرعة، شکل العظمة لا یشبه ما موجود في الإنسان الحالي ولکنها تشبه مثیلاتها في الإنسان القردي (الصنف الانتقالي)، لذلك نستنتج بأن Australopithecus Afarensis لم یکن بمقدورهم الکلام، لکن هذا الحکم سابق لاوانه لان شکل عظمة فقط لیس بدلیل قاطع.

## التطور
يقترح العديد من علماء المستحاثات القديمة أن سلالات البشر مشتقة من أوسترالوبيثيكوس الأفريقي، قد يكون من الأفضل بحسب وجهة النظر هذه تصنيف مستحاثة سلام في مع أوسترالوبيثيكوس الأفريقي نظرًا لأنه يحتوي على سمات إنسانية أكثر من معظم أوسترالوبيثيكوس أفارينيسيس (شاهد فصيلة الإنسانيات).

## النتائج
قدم فحص عظام الكتف  والذراعين  لهذه العينة دعمًا لفكرة أنَّ أسترالوبيثكس أفارينسيس قد انتشر على نطاق واسع.